# Batalla de Esfacteria
La batalla de Esfacteria en 425 a. C., durante la guerra arquidámica (primera fase de la  guerra del Peloponeso), representó la victoria de Atenas sobre Esparta. Es una etapa importante de la historia militar, dado que una tropa de infantería ligera venció a una falange de hoplitas.

## Los desembarcos
La flota ateniense iba hacia la asediada Córcira, pero debió refugiarse en el golfo de Pilos tras una tempestad. El estratego Demóstenes mantuvo con él cinco trirremes atenienses, más dos que llegaron de su aliado Naupacto. Ante la amenaza sobre el territorio mesenio, el ejército espartano atacó Pilos sin éxito; después ocupó el islote de Esfacteria.
Durante ese tiempo, la flota ateniense logró liberar Córcira de la influencia espartana, y regresó para ayudar a Demóstenes. 420 hoplitas lacedemonios, la mitad de los cuales aproximadamente eran ciudadanos espartanos, se encontraron cercados en el islote.

## El asedio
Esparta y Atenas empezaron las negociaciones. Para obtener el derecho de aprovisionar a la tropa de Esfacteria, Esparta debía entregar 60 trirremes. El demagogo Cleón hizo encallar las negociaciones reclamando además los puertos de Megara y Trecén, así como Acaya. Los espartanos no aceptaron las condiciones atenienses y llegaron a abastecer a Esfacteria con la ayuda de nadadores.
Cleón, desafiado por sus conciudadanos para lograr la victoria, se unió a Demóstenes. Llevando con él un contingente de peltastas y de arqueros, Cleón se jactó de que lograría la victoria en veinte días.

## La batalla

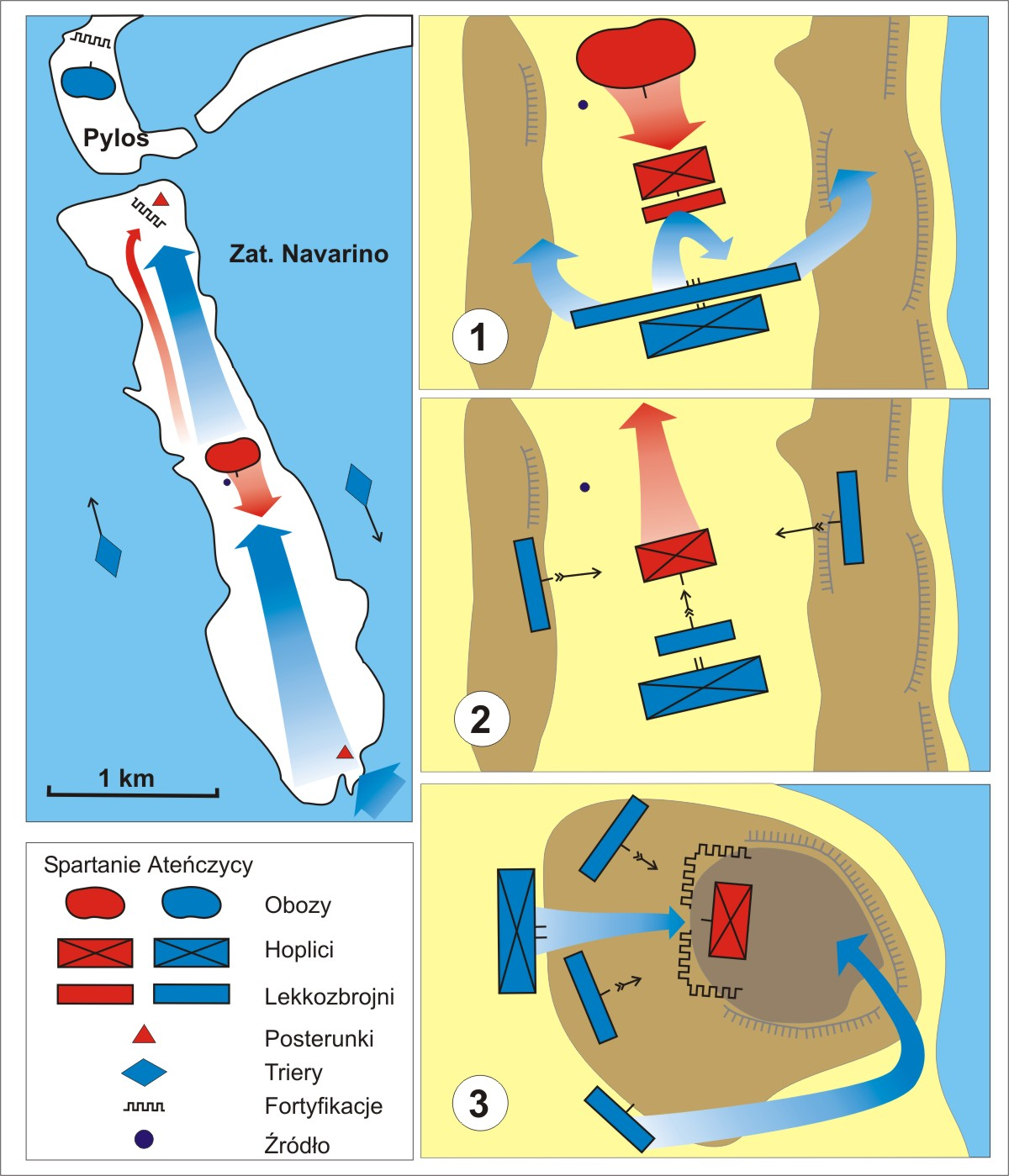
Diagrama de la batalla.

Los atenienses desembarcaron antes del alba, arrollaron los puestos avanzados de los espartanos y progresaron en la isla. El grueso de las fuerzas espartanas avanzó hacia los atenienses.
Los hoplitas espartanos no podían entablar batalla contra los hoplitas atenienses por temor a que los peltastas enemigos atacaran sus flancos y su retaguardia. Los peltastas, que no portaban ni armadura ni pesados escudos, esquivaban fácilmente la carga de los hoplitas espartanos. Estos eran hostigados sin descanso, bajo una lluvia de proyectiles de honda, de flechas y de jabalinas, todos estos proyectiles lanzados desde menos de 50 metros. Su comandante, Epitadas, fue muerto; su segundo, Estifón, fue herido.
Los espartanos se retiraron a su puesto avanzado, en un fuerte en ruinas. Un comandante mesenio condujo a sus tropas a lo largo de la arista de un acantilado y desembocó en la retaguardia de los espartanos. Cercados y agotados, los espartanos capitularon. 292 hoplitas fueron hechos prisioneros, de los cuales 120 eran ciudadanos. Los atenienses perdieron alrededor de 50 hombres.
Los acontecimientos de Esfacteria provocaron una gran conmoción en Grecia: ¡por primera vez, los espartanos preferían entregarse antes que morir! Una grave crisis sacudió la ciudad, desmoralizada, y condujo a la matanza de 20 000 ilotas. La presencia de un puesto ateniense en Pilos ponía en peligro el conjunto del territorio mesenio, inmovilizando así una guarnición lacedemonia en la región. Por fin, Atenas amenazó con matar a los prisioneros de Esfacteria si los espartanos no suspendían sus invasiones anuales del Ática.
Los ciudadanos espartanos que habían capitulado fueron desterrados de Esparta y expoliados todos sus bienes.
La batalla demostró de manera brillante el valor de las tropas ligeras, pues los espartanos fueron vencidos sin que las tropas de hoplitas entraran en combate.
El tiempo en que los lacedemonios estuvieron asediados en la isla, desde la batalla de Pilos hasta la librada en Esfacteria, fue de 72 días en total. La expedición había partido a comienzos de mayo y los combates en Pilos se habían iniciado hacia el 25-30 de mayo. La victoria final en Esfacteria tuvo lugar hacia el 10 de agosto de 425 a. C.